# Primera División de baloncesto 1957-58
La temporada 1958 de la Liga Española de Baloncesto fue la segunda edición de dicha competición. Se incorporaron cuatro nuevos equipos a la liga, contando finalmente con 10, y el ganador disputaría al año siguiente la Copa de Europa, mientras que los dos últimos jugarían una promoción de descenso. Comenzó el 19 de enero y finalizó el 15 de mayo. El campeón fue nuevamente el Real Madrid CF.

## Equipos participantes
| Equipo          | Sede      |
| --------------- | --------- |
| CF Barcelona    | Barcelona |
| Real Madrid CF  | Madrid    |
| Club Juventud   | Badalona  |
| CB Estudiantes  | Madrid    |
| CB Orillo Verde | Sabadell  |
| CB Aismalíbar   | Moncada   |
| CD Hesperia     | Madrid    |
| Canoe NC        | Madrid    |
| RCD Español     | Barcelona |
| CD Layetano     | Barcelona |

## Clasificación
| Pos. | Equipo          | Pts. | PJ | G  | E | P  | GF   | GC   | Dif. | Clasificación o descenso           |
| ---- | --------------- | ---- | -- | -- | - | -- | ---- | ---- | ---- | ---------------------------------- |
| 1    | Real Madrid (C) | 48   | 18 | 16 | 0 | 2  | 1241 | 880  | +361 | Clasificado para la Copa de Europa |
| 2    | Juventud        | 43   | 18 | 14 | 1 | 3  | 1059 | 821  | +238 |                                    |
| 3    | Aismalíbar      | 39   | 18 | 13 | 0 | 5  | 1031 | 866  | +165 |                                    |
| 4    | CB Orillo Verde | 39   | 18 | 13 | 0 | 5  | 1054 | 893  | +161 |                                    |
| 5    | Estudiantes     | 34   | 18 | 11 | 1 | 6  | 879  | 861  | +18  |                                    |
| 6    | Hesperia        | 21   | 18 | 7  | 0 | 11 | 1028 | 1032 | −4   |                                    |
| 7    | Español         | 21   | 18 | 7  | 0 | 11 | 943  | 1092 | −149 |                                    |
| 8    | Barcelona       | 12   | 18 | 4  | 0 | 14 | 791  | 938  | −147 |                                    |
| 9    | Layetano        | 6    | 18 | 2  | 0 | 16 | 759  | 1125 | −366 | Promoción de descenso              |
| 10   | Real Canoe      | 6    | 18 | 2  | 0 | 16 | 814  | 1091 | −277 | Promoción de descenso              |

 Fuente: Linguasport
| Campeón 1958 |
| ------------ |
| Real Madrid  |

## Promoción de descenso
| Equipo 1          | Series | Equipo 2     | 1.er partido | 2.º partido | 3.er partido |
| ----------------- | ------ | ------------ | ------------ | ----------- | ------------ |
| La Salle Josepets | 2–1    | Layetano     | 60–48        | 38–62       | 45–32        |
| Real Canoe        | 2–0    | Parque Móvil | 59–39        | 44–24       | 0            |

## Máximos anotadores
| Pos. | Nombre            | Equipo          | Puntos |
| ---- | ----------------- | --------------- | ------ |
| 1.   | Alfonso Martínez  | Real Madrid     | 310    |
| 2.   | Jordi Bonareu     | CB Orillo Verde | 303    |
| 2.   | Carlos Sevillano  | CD Hesperia     | 290    |
| 3.   | Constantino Nadal | CD Hesperia     | 276    |
| 5.   | Johnny Báez       | Real Madrid     | 269    |